# Ludger Keitlinghaus
Ludger Keitlinghaus (* 24. Juli 1965) ist ein deutscher Schachgroßmeister.

## Leben
Im Jahre 1985 gewann er die Pokaleinzelmeisterschaft Nordrhein-Westfalens, 1986 die deutsche Pokaleinzelmeisterschaft, den Dähne-Pokal, 1988 die Einzelmeisterschaft Nordrhein-Westfalens im Blitzschach. Keitlinghaus siegte oder belegte vordere Plätze in einigen Turnieren: 3. Platz beim Turnier Dortmund-C (1989), 2. Platz beim IM-Turnier in Münster (1990), 1. Platz beim Bohemians-Turnier in Prag (1991), 1. Platz beim Turnier in Stříbrná Skalice (1993), 3. Platz beim Turnier in Lázně Bohdaneč (1993), 1. Platz beim First Saturday GM Turnier in Budapest (März 1996), 2. Platz beim First Saturday GM Turnier in Budapest (April 1996), 3. Platz beim First Saturday GM Turnier in Budapest (August 1996), 2. Platz beim Turnier in Lázně Bohdaneč (1997), 3. Platz beim Turnier in Recklinghausen (1997).
Weitere Erfolge sind: Der 1. Platz beim Hellir Open 1997 in Reykjavík (Island). Den geteilten 2. bis 4. Platz belegte er bei den Dortmunder Schachtagen 1998 im Open A. Erster wurde er beim Turnier in Niederbronn-les-Bains (2003).
Keitlinghaus trägt seit 1988 den Titel Internationaler Meister und seit 1998 den Großmeister-Titel. Er hat seit dem im Mai 2007 in Steißlingen ausgetragenen Bodensee-Cup keine gewertete Partie mehr gespielt und wird daher auf der FIDE-Eloliste mit einer Elo-Zahl von 2489 als inaktiv geführt. Seine höchste Elo-Zahl von 2525 erreichte er im Juli 1997.
| Die zur Anzeige dieser Grafik verwendete Erweiterung wurde dauerhaft deaktiviert. Wir arbeiten aktuell daran, diese und weitere betroffene Grafiken auf ein neues Format umzustellen. (Mehr dazu) |

## Vereine
In der deutschen Schachbundesliga spielte er von 1986 bis 1988, in der Saison 1994/95 und von 1997 bis 1999 für die SG Bochum 31, in der Saison 1988/89 für Rochade Bielefeld, von 1989 bis 1992 für die SF Dortmund-Brackel, in der Saison 1992/93 für den SC Stadthagen, von 1995 bis 1997 für den PSV Duisburg und von 2002 bis 2005 für den SC Baden-Oos (ab Dezember 2004 als OSC Baden-Baden). In der österreichischen Staatsliga A spielte er in der Saison 1992/93 für den WSV ATSV Ranshofen, in der tschechischen Extraliga in den Saisons 1992/93 und 1997/98 für TJ Bohemians Prag (mit dem er 1993 tschechischer Mannschaftsmeister wurde) und von 1993 bis 1997 für den ŠK Sokol Kolín.